# Silver Shirts
La Silver Legion of America (Légion d'argent de l'Amérique), généralement appelée « Silver Shirts » (Chemises d'argent) était un groupe fasciste des États-Unis fondé par William Dudley Pelley en 1933.

## American Silver Shirts
L'emblème des Silver Shirts était un L rouge qui devait représenter la Loyauté à la république, la Libération du matérialisme, et la Légion elle-même. Leur uniforme comprenait une casquette identique à celle portée par les nazis en Allemagne. Le groupe portait des chemises d'argent, comme les fascistes italiens portaient des chemises noires et les nazis allemands des chemises brunes. 
En 1934, les Silver Shirts étaient environ 15 000, issus de la classe moyenne. L'attaque de Pearl Harbor en 1941 et l'entrée en guerre des États-Unis contre l’Allemagne nazie ont conduit à la disparition de la Silver Legion.